# John G. Avildsen
John Guilbert Avildsen (Oak Park (Illinois), 21 december 1935 – Los Angeles, 17 juni 2017) was een Amerikaans filmregisseur. Hij won in 1977 de Oscar voor beste regisseur voor zijn film Rocky.

## Loopbaan
Na een start als assistent-regisseur bij films van Arthur Penn en Otto Preminger oogstte Avildsen zijn eerste succes met de lowbudgetfilm Joe (1970), die lovende kritieken kreeg vanwege de prestaties van acteur Peter Boyle.
Dit begin werd gevolgd door een ander succes, Save the Tiger (1973), een film die werd genomineerd voor drie Oscars en die acteur Jack Lemmon de Oscar voor beste acteur bezorgde. Avildsens grootste succes was Rocky (1976), het vergaren van tien Oscar-nominaties en het winnen van drie, waaronder voor beste film en beste regisseur. Hij regisseerde later de film die verwacht werd het laatste deel in de serie te zijn, Rocky V (1990).
Andere films van hem zijn Cry Uncle! (1970), Neighbors (1981), The Karate Kid (1984), The Karate Kid Part II (1986), The Karate Kid Part III (1989), Lean on Me (1989) en 8 Seconds (1994).
John Avildsen overleed in Los Angeles op 81-jarige leeftijd.

## Filmografie
- Turn on to Love (1969)
- Guess What We Learned in School Today? (1970)
- Joe (1970)
- Cry Uncle! (1971)
- Okay Bill (1972)
- Save the Tiger (1973)
- The Stoolie (1974)
- Fore Play (1975)
- Rocky (1976)
- Slow Dancing in the Big City (1978)
- The Formula (1980)
- Neighbors (1981)
- A Night in Heaven (1983)
- The Karate Kid (1984)
- The Karate Kid Part II (1986)
- Happy New Year (1987)
- For Keeps? (1988)
- Lean on Me (1989)
- The Karate Kid Part III (1989)
- Rocky V (1990)
- The Power of One (1992)
- 8 Seconds (1994)
- Inferno (1999)

Korte films:
- W.W. and the Dixie Dancekings (1975 - Segment in een anthologiefilm)
- Traveling Hopefully (1982 - Documentaire)

- Bibsys: 99000963
- Biblioteca Nacional de Chile: 000718935
- Biblioteca Nacional de España: XX1174331
- Bibliothèque nationale de France: cb13890991f (data)
- Gemeinsame Normdatei: 131597264
- International Standard Name Identifier: 0000 0000 7824 2131
- Library of Congress Control Number: no95003706
- Nationale Bibliotheek van Tsjechië: xx0111264
- Nationale bibliotheek van Australië: 40034155
- Nationale Bibliotheek van Israël: 987007437783105171
- Nationale Bibliotheek van Polen: a0000001257364
- Nederlandse Thesaurus van Auteursnamen: 070822158
- Réseau des bibliothèques de Suisse occidentale: 02-A006031817
- Istituto Centrale per il Catalogo Unico: RAVV105142
- SNAC: w61v8qbz
- Système universitaire de documentation: 16964619X
- Trove: 1443188
- Virtual International Authority File: 107484797
- WorldCat: E39PBJrrv4ytqbFpyXPtJkbyBP